# Hymenophyllum ooides
Hymenophyllum ooides là một loài dương xỉ trong họ Hymenophyllaceae. Loài này được F.Muell. & Baker mô tả khoa học đầu tiên năm 1890.
Danh pháp khoa học của loài này chưa được làm sáng tỏ. 